# 克哈特·索爾
克哈特·索爾（羅馬尼亞語：Kehat Shorr，希伯來語：‎，1919年2月21日—1972年9月6日）是1972年以色列奧運代表隊的射擊教練。他是在慕尼黑慘案中遇害的11名以色列奧運代表隊成員之一。

## 生平
索爾出生於羅馬尼亞。在羅馬尼亞，他致力於射擊，並成為一名善射者。1963年，他移居以色列，與妻子和女兒住在特拉維夫。他加入了哈普爾隊，並很快成為該隊的教練，訓練了許多年輕的以色列射擊運動援。他訓練的國家隊參加了第二十屆慕尼黑奧運會。

## 逝世
索爾是在1972年夏季奧運會上被黑色九月恐怖分子挾持並謀殺的以色列人之一。1972年9月5日凌晨，以色列代表隊正在宿舍睡覺，恐怖分子突襲了他們的宿舍，殺害了兩名以色列運動員，並將其他人擄作人質。索爾被拍到與教練安德烈·史匹哲站在被圍困建築物二樓的窗戶旁，當時恐怖份子正用槍對準他們。西德當局未能救出包括索爾在內的9名人質，導致他們死亡。索爾的隊員亨利·赫斯科維奇和澤利格·斯特羅奇（Zelig Stroch）倖免於襲擊。